# Cisteller senzill
El cisteller senzill (Thripophaga fusciceps) és una espècie d'ocell de la família dels furnàrids (Furnariidae).

## Hàbitat i distribució
Habita als boscos de les terres baixes, per l'est dels Andes, de l'est de l'Equador, centre i est de Perú, nord de Bolívia i oest amazònic del Brasil.